# La piccola guerra
La piccola guerra (Les hussards) è un film del 1955 diretto da Alex Joffé.